# 美国东方研究学会
美国东方研究学会（ASOR），成立于1900年，旨在支持和鼓励对近东历史的研究。美国东方研究学会是非政治性的，也不属于某个教派。Susan Ackerman自2014年以来担任主席。 

## 海外机构
ASOR 支持三个独立的海外研究机构:
- 奥尔布莱特考古研究中心（耶路撒冷）
- 塞浦路斯美国考古研究中心（尼科西亚）
- 美国东方研究中心（约旦安曼）

### 机构
- W. F. Albright Institute of Archaeological Research (AIAR) Jerusalem, Israel （页面存档备份，存于）
- American Center of Oriental Research (ACOR) Amman, Jordan （页面存档备份，存于）
- Cyprus American Archaeological Research Institute (CAARI) Nicosia, Cyprus 美國國會圖書館的存檔，存档日期2002-09-14
- Baghdad and Damascus Committees （页面存档备份，存于）